# NGC 2119
NGC 2119 (cũng được xác định là UGC 3380 hoặc PGC 18136) là một thiên hà hình elip trong chòm sao Lạp Hộ. Nó được phát hiện bởi Édouard Stephan vào ngày 9 tháng 1 năm 1880.